# Apamea rosea
Apamea rosea är en fjärilsart som beskrevs av Schonfeldt. Apamea rosea ingår i släktet Apamea och familjen nattflyn. Inga underarter finns listade i Catalogue of Life.